# Paweł (Tsausoglu)
Paweł, imię świeckie Eustratios Tsausoglu (ur. 1943 w Hermopolis, zm. 19 lutego 2019) – duchowny Greckiego Kościoła Prawosławnego, od 2002 metropolita Glifady.

## Życiorys
Święcenia prezbiteratu przyjął w 1960. Chirotonię biskupią otrzymał 4 października 2002.